# ポーニー郡 (カンザス州)
ポーニー郡（英: Pawnee County）は、アメリカ合衆国カンザス州の中央部に位置する郡である。2010年国勢調査での人口は6,973人であり、2000年の7,233人から3.6%減少した。郡庁所在地はラーニド市（人口4,054人）であり、同郡で人口最大の都市でもある。

## 法と政府
ポーニー郡はアルコールを禁じる、すなわち「ドライ」の郡だったが、1986年にカンザス州憲法が修正され、住民は1992年の投票で個人が嗜むアルコール飲料の販売を承認した。ただし、食料販売量の30%までという制限が付いた。

## 地理
アメリカ合衆国国勢調査局に拠れば、郡域全面積は754.56平方マイル (1,954.3 km2)であり、このうち陸地は754.17平方マイル (1,953.3 km2)、水域は0.38平方マイル (0.98 km2)で水域率は0.05%である。

### 隣接する郡
- ラッシュ郡 - 北
- バートン郡 - 北東
- スタッフォード郡 - 東
- エドワーズ郡 - 南
- ホッジマン郡 - 西
- ネス郡 - 北西

### 国立保護地域
- ラーニド砦国立歴史史跡

## 人口動態

人口ピラミッド

以下は2000年の国勢調査による人口統計データである。
| 基礎データ - 人口: 7,233人 - 世帯数: 2,739 世帯 - 家族数: 1,785 家族 - 人口密度: 4人/km2（10人/mi2） - 住居数: 3,114軒 - 住居密度: 2軒/km2（4軒/mi2） 人種別人口構成 - 白人: 90.96% - アフリカン・アメリカン: 5.00% - ネイティブ・アメリカン: 0.95% - アジア人: 0.57% - その他の人種: 1.22% - 混血: 1.30% - ヒスパニック・ラテン系: 4.16% 年齢別人口構成 - 18歳未満: 24.2% - 18-24歳: 7.3% - 25-44歳: 25.4% - 45-64歳: 24.6% - 65歳以上: 18.5% - 年齢の中央値: 40歳 - 性比（女性100人あたり男性の人口） - 総人口: 112.0 - 18歳以上: 112.7 | 世帯と家族（対世帯数） - 18歳未満の子供がいる: 29.2% - 結婚・同居している夫婦: 54.8% - 未婚・離婚・死別女性が世帯主: 7.3% - 非家族世帯: 34.8% - 単身世帯: 32.2% - 65歳以上の老人1人暮らし: 15.6% - 平均構成人数 - 世帯: 2.31人 - 家族: 2.91人 収入と家計 - 収入の中央値 - 世帯: 35,175米ドル - 家族: 45,634米ドル - 性別 - 男性: 26,751米ドル - 女性: 20,931米ドル - 人口1人あたり収入: 17,584米ドル - 貧困線以下 - 対人口: 11.8% - 対家族数: 5.4% - 18歳未満: 9.0% - 65歳以上: 9.9% |

## 都市と町

### 法人化された都市
都市名の後の数字は2010年国勢調査での人口を示す。
- ラーニド, 4,054 - 郡庁所在地
- バーデット, 247
- ガーフィールド, 190
- ローゼル, 156

## 郡区
ポーニー郡は21の郡区に分けられている。ラーニド市は「政治的に独立」と見なされ、下記郡区の数字からは外されている。下表で「人口中心」は最大都市であり、特に大きな数字でなければ、郡区の人口に含まれるものである。

## 教育

### 統一教育学区
- フォートラーニド USD 495
- ポーニーハイツ USD 496